# 최하호
최하호(2002년 3월 4일 ~ )는 대한민국의 배우이다. 2015년부터 막이래쇼에 출연하여 인기를 얻었다.

## 학력
- 우신고등학교 (졸업)

## 출연

### 드라마
- 2014년: 미생
- 2017년: 아버지가 이상해

### 예능
- 2015~2016: 막이래쇼:무작정 여행단
- 2017: 막이래쇼:무작정 크리에이터